# Diecezja Birmingham
Diecezja Birmingham – diecezja Kościoła Anglii w zachodniej Anglii, należąca do metropolii Canterbury. Obejmuje hrabstwo West Midlands oraz części hrabstw Staffordshire, Warwickshire i Worcestershire. Diecezja powstała w roku 1905 i jej siedzibą jest Birmingham. Ordynariusz diecezji nosi tytuł biskupa Birmingham, natomiast jego biskup pomocniczy jest tytułowany biskupem Ashton. Na terytorium diecezji łącznie zamieszkuje ok. 1,43 mln osób, z czego w anglikańskich nabożeństwach uczestniczy średnio ok. 20 100 osób tygodniowo.